# Jason Deleurme
Jason Deleurme (* 1. Februar 1977 in Kelowna, British Columbia) ist ein ehemaliger kanadischer Eishockeyspieler, der zuletzt für die Fort St. John Flyers in der North Peace Hockey League spielte. In Deutschland war er unter anderem für die SERC Wild Wings, den EC Bad Nauheim und die Dresdner Eislöwen aktiv.

## Karriere
Jason Deleurme begann seine Karriere bei den Tacoma Rockets in der Western Hockey League, einer der drei Juniorenligen der kanadischen CHL. 1995 zogen die Rockets in Deleurmes Heimatstadt um und heißen seitdem Kelowna Rockets. Deleurme konnte seine Punkteausbeute von Spielzeit zu Spielzeit verbessern und in seinem letzten Juniorenjahr erzielte er in 72 Saisonspielen 51 Tore und 52 Assists. Nach fünf Jahren in der WHL ging er 1998 an die University of British Columbia, bekam aber auch einen Profivertrag bei Hampton Roads Admirals aus der East Coast Hockey League. Auch in der folgenden Saison spielte er sowohl im Spielbetrieb der CIAU, als auch in der ECHL für die Peoria Rivermen. Mit den Rivermen erreichte er das Playoff-Finale um den Kelly Cup und gewann diesen mit 4:2 gegen die Louisiana IceGators. Deleurme wurde außerdem mit 20 Punkten acht-bester Scorer der ECHL-Playoffs.
Die Saison 2000/01 begann er bei den Idaho Steelheads in der WCHL, bevor er nach Europa zu den SERC Wild Wings in die DEL wechselte. Nach zwei Jahren in Schwenningen zog es Deleurme 2002 zum EC Bad Nauheim in die zweite Liga, wo er zum Publikumsliebling und neben Trevor Gallant Topscorer wurde. In der Spielzeit 2003/04 erreichte er mit Nauheim das Playoff-Halbfinale, allerdings zog sich der EC nach Ende der Spielzeit aus Bundesliga zurück. Daher wechselte Deleurme nach Schweden zu den Malmö Redhawks in die Elitserien, verließ diese aber kurze Zeit später und ging zum Skövde IK in die HockeyAllsvenskan. Schon ein Jahr nachdem er Deutschland verlassen hatte, kehrte er zurück und unterschrieb einen Vertrag beim ESC Moskitos Essen. In der Saison 2005/06 wurde er hinter Éric Houde zweitbester Scorer der Moskitos und konnte in den Play-downs den Abstieg des Clubs verhindern. Im Sommer 2006 kehrte er zum SERC zurück und bildete mit Dušan Frosch und Dustin Whitecotton die Paradereihe der Wild Wings.
Ein Jahr später gab es mehrere Versuche, Deleurme zurück nach Bad Nauheim zu holen, unter anderem eine Spendenaktion der Fans. Letztendlich konnte kurz vor Saisonbeginn Deleurme verpflichtet werden und dieser wurde der torgefährlichste Spieler der Mannschaft. Im Dezember 2007 kündigte Deleurme allerdings seinen Abschied an und wenige Tage später nahmen ihn die Eislöwen unter Vertrag.
Jan Tábor, Manager der Eislöwen, sagte über ihn: „Jason ist ein exzellenter Schlittschuhläufer und ein kämpferischer Typ ... er wird menschlich gut zu uns passen und ist zudem Rechtsschütze, von denen wir bisher zu wenig haben. Jason eröffnet uns mehrere Optionen, verstärkt den Konkurrenzkampf und bringt uns weiter auf dem Weg zum Aufstieg.“ Mit den Eislöwen schaffte er den Aufstieg in die 2. Bundesliga und erreichte die Meisterschaft der Oberliga 2007/08. Die Zweitligasaison 2008/09 verbrachte er ebenfalls in Dresden, bekam danach aber kein Vertragsangebot mehr.
Im September 2009 wurde er von den Victoria Salmon Kings unter Vertrag genommen, wurde aber vor Saisonbeginn aus dem Kader gestrichen. Im Oktober 2009 wurde er von den Colorado Eagles der Central Hockey League unter Vertrag genommen, wo er auf Jason Lundmark traf, mit dem er bei den Eislöwen schon zusammen gespielt hatte.
Nach vier Spielen für die Eagles wechselte er innerhalb der Liga zu Wichita Thunder, wo er achtzehn während der Saison 2009/10 absolvierte. In der gleichen Spielzeit ging er auch für den schwedischen Drittligisten Visby Roma Hockey aufs Eis, ehe er vor Abschluss der Saison nach Nordamerika zurückkehrte und sich den Bossier-Shreveport Mudbugs anschloss, mit denen er in der Central Hockey League spielte. Zur Saison 2010/11 wechselte Deleurme zu den Bloomington PrairieThunder. In der Spielzeit 2011/12 stand der Kanadier kurzzeitig für die Fort St. John Flyers aus der North Peace Hockey League auf dem Eis, ehe er seine Karriere beendete. Anschließend zog er mit seiner Familie nach Kelowna.

## Erfolge und Auszeichnungen
- 2000 Kelly-Cup-Gewinn mit den Peoria Rivermen